# Kaukázusi szárnyasdió
A kaukázusi szárnyasdió (Pterocarya fraxinifolia) a diófélék családjába tartozó, lombhullató fa. A Kaukázusban és Észak-Iránban honos, Európa-szerte díszfaként is ültetik.

## Elterjedése és termőhelye
A kaukázusi szárnyasdió a Kaukázus, Észak-Irán és Anatólia hegyvidékein él, ahol elsősorban a folyók, vízfolyások ártéri területén alkot erdőket. Kedveli a nedves talajt, elviseli a rövid elárasztást is.
Nem különösebben igényes, napsütötte és árnyékos helyen is jól érzi magát, megél meleg vagy hűvös mikroklímájú helyen, száraz vagy nedves talajban is.

## Megjelenése
A kaukázusi szárnyasdió 25–30 m magasra megnövő, terebélyes, vastag törzsű fa. Kérge szürke, fiatalon sima, aztán barázdálódni kezd és idővel mélyen repedezett lesz. Hajtásai zöldesbarnák és kopaszak.
Levelei akár 60 cm hosszúak is lehetnek, szárnyasan összetettek. 11-23 finoman fogazott lándzsás levélkéből állnak, amelyek nyél nélkül kapcsolódnak a levélgerinchez és igen közel vannak egymáshoz, átfedhetnek. Felső felszínük sima és fényes sötétzöld, alul világosabb. A középső levélkék a leghosszabbak, elérhetik a 18x5 cm méretet. Ősszel aranysárgára színeződnek.
Egylaki növény, virágai egyivarúak, vagyis külön hím- és nőivarú, apró sziromtalan virágokból álló, lecsüngő barkavirágzatot növeszt. A hímivarú barkák vaskosabbak, 5–12 cm hosszú, sárgászöldek és május közepén bocsátják ki széllel terjedő virágporukat. A termők vékonyabbak, bennük a 3 mm-es virágok lazábban helyezkednek el, mintegy 15 cm hosszúak. Tengelye az érés során 20–50 cm-esre megnyúlik. A termések 2 cm átmérőjű, a tengelyen párosával elhelyezkedő négyrekeszes diótermések, melyeket kétoldalt félkör alakú szárnyak szegélyeznek. Kezdetben zöld termésfüzérei ősszel barnára színeződnek.  

## Jelentősége
Európában díszfaként 1782 óta ültetik, ekkor hozták be Perzsiából a versailles-i kastély parkjába. Azóta az egész kontinens parkjaiban, terein elterjedt. Utcafásításra terebélyes koronája miatt kevéssé alkalmas. Faanyagát a bútorgyártásban kaukázusi dióként ismerik és nagyra becsülik. Mivel gyökérzete jobban bírja a pangó vizet, a közönséges dió oltóalanyként is kipróbálták.
A közönséges dióhoz hasonlóan, levele mérgező juglont tartalmaz, amit az iráni népi gyógyászatban gombaölőként, festékként, valamint halfogásra használtak. 

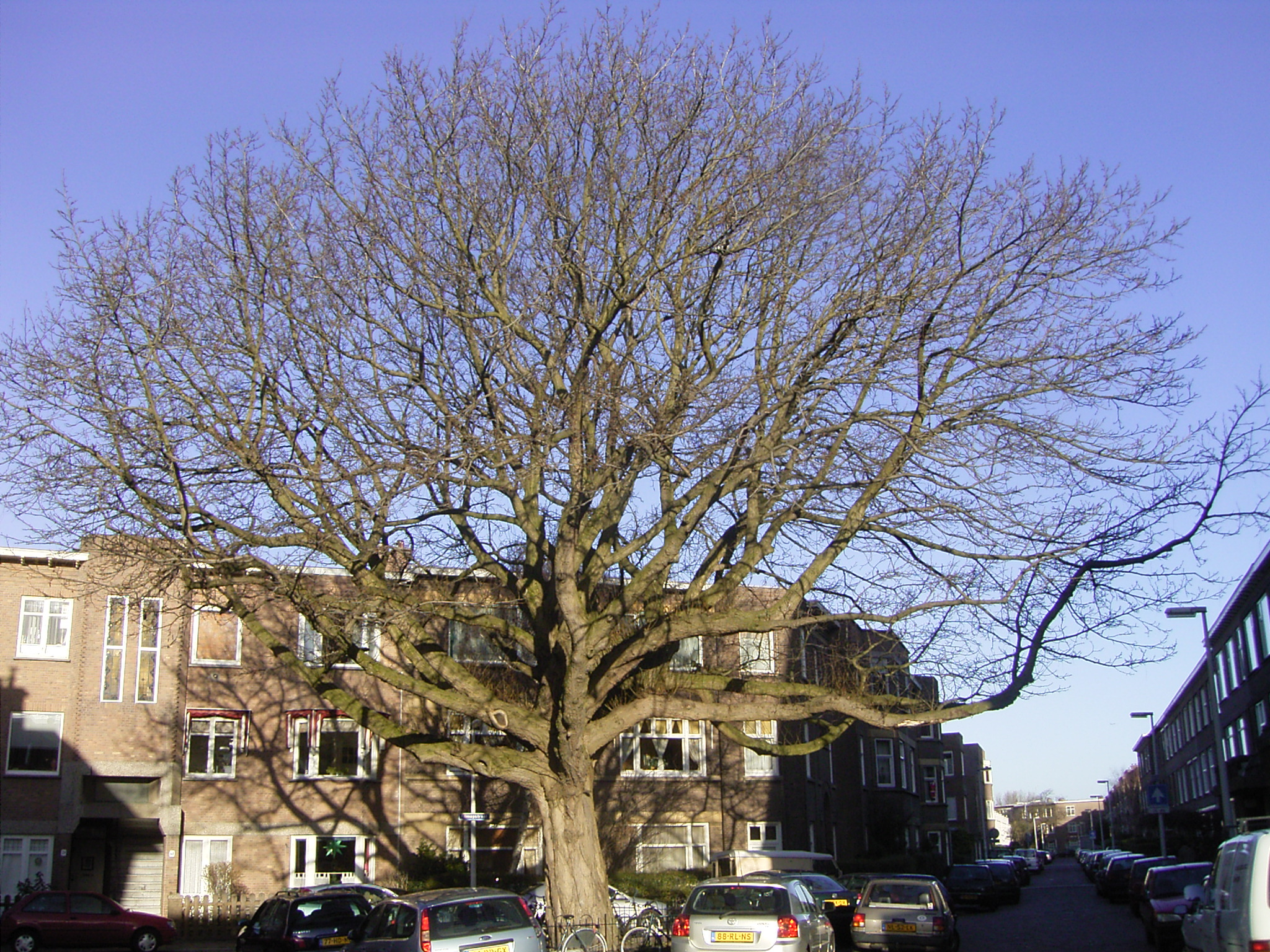
Szárnyasdió télen, Hágában
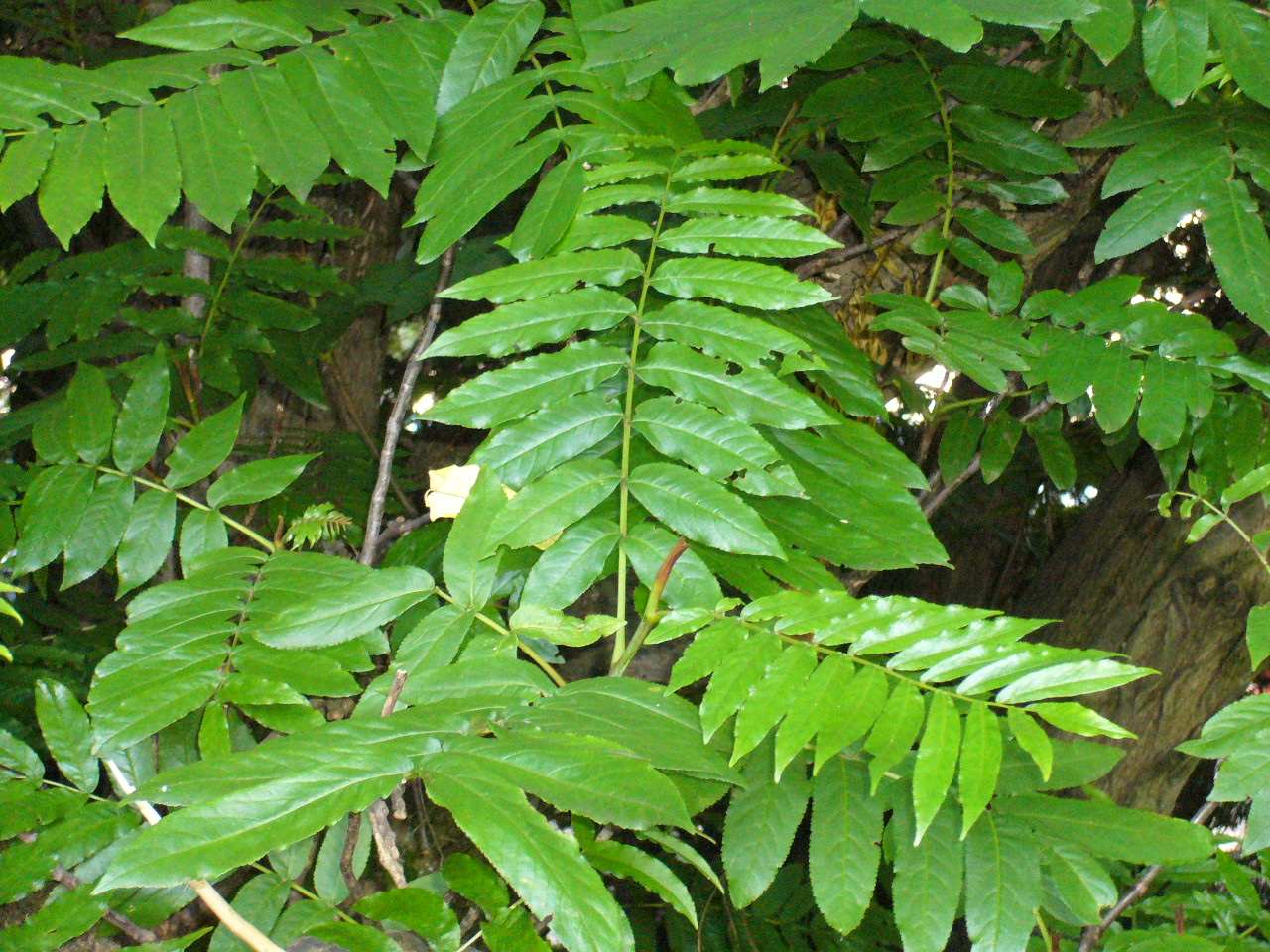
Levelek közelről
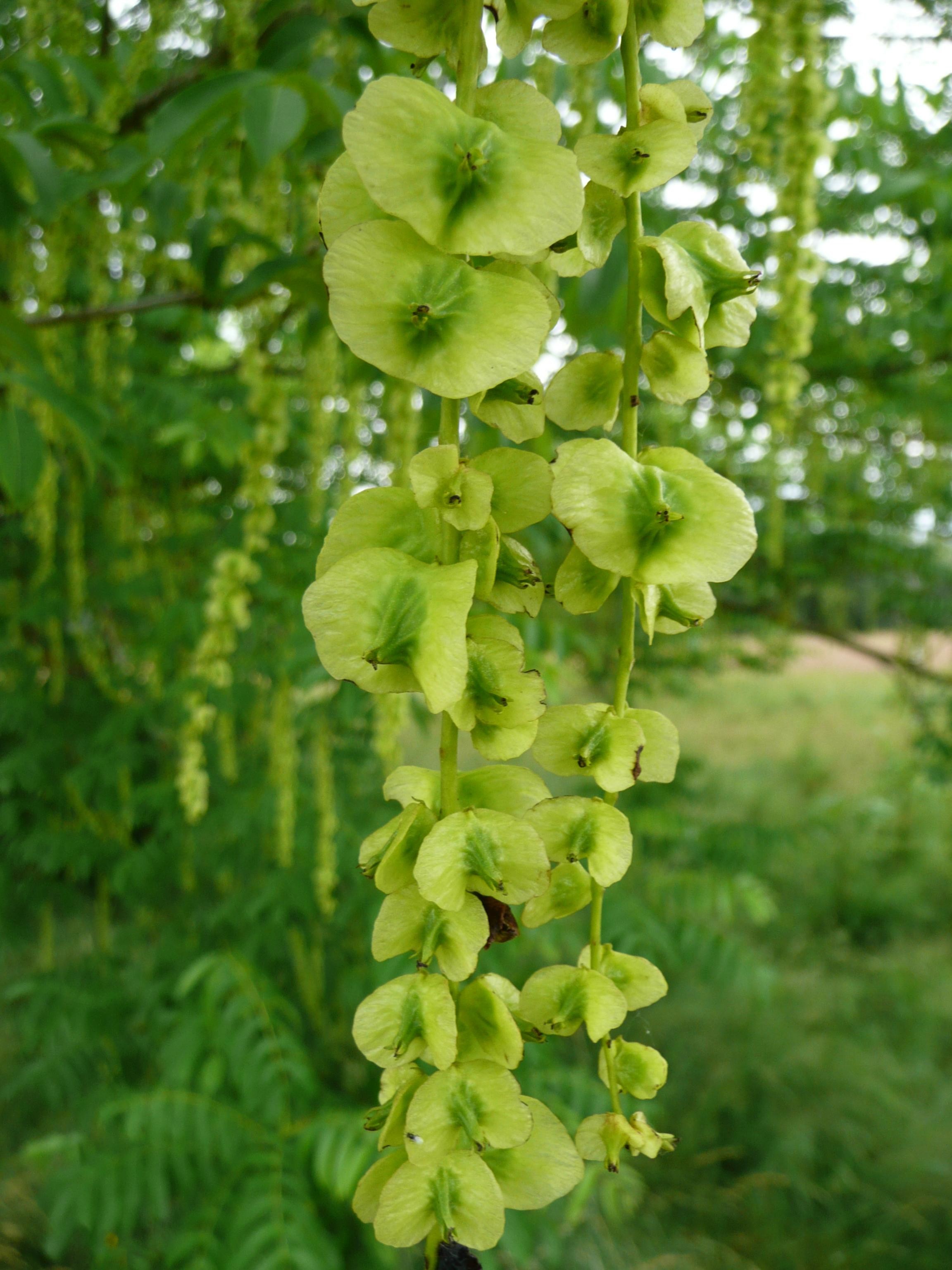
Zöld termése
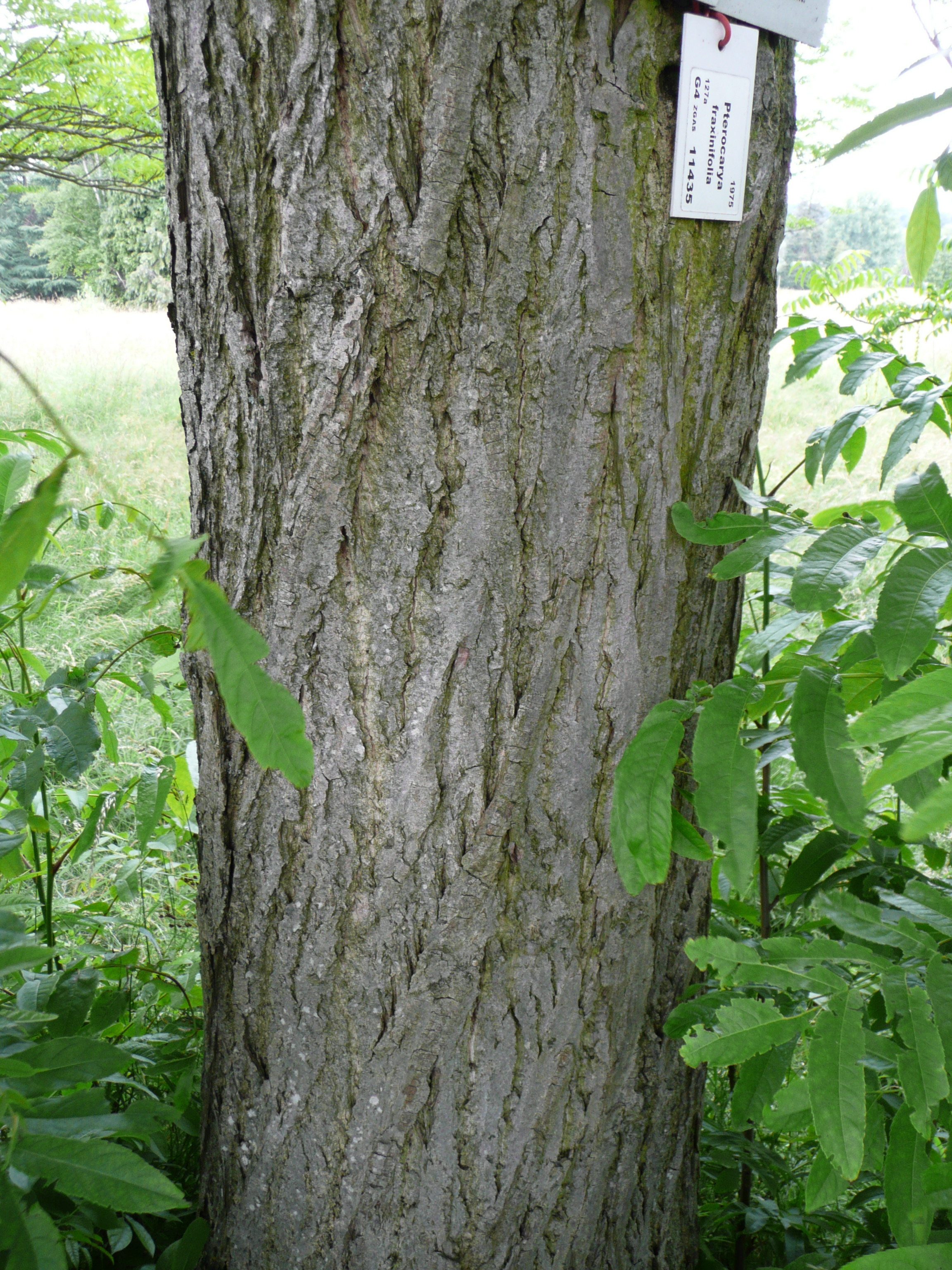
Kérge